# Guiatge axonal
El guiatge axonal és el mecanisme de desenvolupament neural pel qual les neurones adrecen els seus àxons als punts de destinació correctes a través d'un recorregut precís dins del sistema nerviós. Junt amb la migració neuronal, és el responsable de l'establiment de circuits interns al cervell. La natura del seu funcionament encara s'està investigant.

## Mecanismes
A l'extrem dels àxons en creixement, hi ha una estructura d'alta motilitat, anomenada con de creixement, que detecta senyals de l'entorn extracel·lular que indiquen a l'àxon en quina direcció ha de créixer. Aquests senyals de guiatge, que poden ser d'atracció o de repulsió, poden ser difusibles o restar restringits a una àrea concreta. Els receptors situats al con de creixement reconeixen el senyal i hi reaccionen amb una resposta quimiotàctica.
El marc teòric general és que quan el con de creixement detecta un senyal de guiatge, els receptors activen diverses molècules de senyalització al con de creixement que finalment afecten el citoesquelet. Una vegada el con de creixement identifica el gradient indicat pel senyal de guiatge, es genera una senyalització intracel·lular al mateix con de creixement que és asimètrica: els canvis del citoesquelet ocorren de manera asimètrica, provocant que el con avance cap al senyal de guiatge o que s'aparte d'aquest.
Una combinació de mètodes genètics i bioquímics ha facilitat la identificació de diversos tipus de molècules de guiatge axonal i dels receptors corresponents:
- Netrines: molècules secretades que poden atreure o repel·lir àxons per unió amb els seus receptors, DCC i UNC5.
- Slits o Sli: proteïnes secretades que normalment repel·leixen els cons de creixement lligant-se als receptors de classe Robo (Roundabout).
- Efrines: molècules que, des de la superfície d'una cèl·lula, activen els receptors Eph a la superfície d'unes altres cèl·lules en una interacció d'atracció o de repulsió. De vegades, les efrines poden actuar també com a receptors transduint un senyal cap a dins de la cèl·lula, alhora que els Ephs fan de lligands. Totes dues senyalitzacions, la que correspon a les cèl·lules que contenen efrina i la que correspon a les que contenen Eph, s'anomena senyalització bidireccional.
- Semaforines: majorment actuen com repulsors axonals, i activen complexos formats per receptors a la superfície cel·lular anomenats plexins i neuropilines.
- Molècules d'adhesió cel·lular: proteïnes de membrana que medien la interacció entre els àxons en creixement i produeixen senyalització intracel·lular dins del con de creixement.

A més a més, molts altres tipus de molècules extracel·lulars interactuen amb els cons per marcar l'itinerari de creixement correcte:
- Morfogens del desenvolupament, com ara els BMP, Wnts, Hedgehog i FGF.
- Molècules d'adhesió i de la matriu extracel·lular (laminina, les tenascines, proteoglicans, N-CAM i L1.
- Factors de creixement com ara NGF
- Neurotransmissors i moduladors com ara GABA

### La integració de la informació dins del guiatge axonal
El creixement dels axons depèn d'una varietat de senyals de guiatge que decideix un determinat camí de creixement. Els cons de creixement dels axons que s'estenen processen aquests senyals en un sistema intricat d'interpretació del senyal i d'integració d'aquest per tal d'assegurar el guiatge correcte. Aquests senyals es poden subdividir funcionalment en:
- Senyals adhesius, que asseguren la interacció física amb el substrat necessari per crear la protrusió de l'axó. Aquests senyals s'expressen en cèl·lules glials i neuronals amb què contacta l'axó, o també poden formar part de la matriu extracel·lular. Alguns exemples són la laminina o la fibronectina en la matriu extracel·lular i les cadherines o la família Ig de molècules d'adhesió cel·lular, que es troben a la superfície de la cèl·lula.
- Senyals tròpics, que poden atraure o repel·lir i que provoquen canvis en la motilitat del con de creixement intervenint al citoesquelet a través de senyalització intracel·lular. Per exemple, la netrina guia els àxons al llarg de la línia mediana, atraient-los o repel·lint-los, mentre que la semaforina 3A en promou el creixement des de l'epiteli olfactiu cap a diferents localitzacions al bulb olfactori.
- Senyals moduladors, que influeixen en la sensibilitat dels cons de creixement. Per exemple, les neurotrofines poden fer que els àxons siguen menys sensibles a l'acció repulsiva de la semaforina 3A.

Atesa la varietat de senyals axonals, s'havia cregut que els cons de creixement integraven fonts d'informació múltiples simplement sumant el gradient dels senyals en un instant donat. Tanmateix, estudis sobre els àxons que travessen la línia mitjana ventral en sistemes nerviosos de vertebrats han mostrat que els senyals moduladors tenen un paper clau a l'hora d'ajustar la resposta de l'àxon a altres senyals, cosa que suggereix que el procés de guiatge axonal no és lineal. Per exemple, els àxons de comissura són atrets per la netrina i repel·lits per SLIT; tanmateix, quan els axons s'apropen a la línia mediana, l'acció de repulsió de SLIT és suprimida pel receptor ROBO-3/Rig-1. Una vegada que els àxons travessen la línia mediana, l'activació de ROBO per part de SLIT anul·la l'atracció mediada per la netrina i els àxons són repel·lits per SLIT.